# La Bionda
La Bionda (по рус. Ла Бионда или Ла Бьонда) — итальянский музыкальный дуэт братьев Кармело (итал. Carmelo; 1949—2022) и Микеланджело (итал. Michelangelo; род. 1952) Ла Бионда, которые считаются основателями итальянской диско-музыки.

## История
Братья Кармело и Микеланджело Ла Бионда выросли в Сицилии. В 1970 году они начинали как композиторы, музыкальные продюсеры и издатели. Как авторы песен они успешно дебютировали в 1970 году с песней «Primo Sole, Primo Fiore» для Ricchi e Poveri на песенном фестивале в Венеции. В начале 1970-х годов они записали два альбома — «Fratelli La Bionda srl» с участием Евгенио Финарди (итал. Eugenio Finardi) и «Tutto va bene» (записаны в студии Apple в Лондоне). К записи этих альбомов привлекли известного клавишника Ники Хопкинса (англ. Nicky Hopkins) в качестве пианиста. Они написали для итальянской певицы Миа Мартини (итал. Mia Martini) песню «Neve bianca, Amica, Gentile se vuoi», а Микеланджело Ла Бионда был соавтором Бруно Лауци (итал. Bruno Lauzi) в «Piccolo uomo». В 1975 году Микеланджело Ла Бионда сыграл на акустической гитаре при записи альбома «Volume VIII» Фабрицио Де Андре, в записи которого также принял участие Франческо Де Грегори (итал. Francesco De Gregori).
Популярность пришла после того, как братья обратились к стилю диско. Они переехали в Мюнхен, который в то время считался столицей танцевальной музыки. Ла Бионда были одними из первых, кто способствовал распространению стилю диско в Европе. Первый успех к ним пришёл под псевдонимом DD Sound, который сопровождал их на протяжении всей музыкальной карьеры. Постепенно они «выросли» из диско, включая в него различные элементы ритм-н-блюз и латинской музыки.
DD Sound впервые появился на сцене в 1977 году, и сразу же добился огромных успехов на дискотеках со своим первым синглом «Disco Bass», который был полностью инструментальным. Эта композиция была выбрана в качестве музыкальной заставки для программы «Domenica Sportiva». «Disco Bass» и «Burning Love» имели международный успех. Кульминацией стали альбомы «Cafè» (1977), и «1, 2, 3, 4… Gimme Some More». В 1978 году братья выпустили альбом «La Bionda» с песней «Sandstorm», записанной с помощью Дитера Болена на студии Intersong, балладой «There for Me» (в последующие годы исполненные такими знаменитыми исполнителями, как Сара Брайтман, Далида, Патти Право и Пол Потс), и известным по всему миру хитом «One For You, One For Me». Последний трек достиг 54 места в чарте UK Singles Chart в октябре 1978 года.
С 1978 по 1981 год La Bionda выпустили альбомы «Bandido», «High Energy» и «I Wanna Be Your Lover». Другие альбомы были выпущены под названием DD Sound — такие как «Cafe» и «The Hootchie Cootchie» с предшествующими синглами «Boxes» и «Wake Up in the Night». С начала 1980-х годов братья Ла Бионда занимались написанием и изданием музыкальных произведений.
Братья Ла Бионда писали саундтреки к фильмам, в том числе для фильмов «Суперполицейский», «Найдёшь друга — найдёшь сокровище», итал. «A tu per tu» («Лицом к лицу») с Джонни Дорелли, «Rich», «My Beautiful, My Beauty» с Джанкарло Джаннини и Марианжела Мелато (итал. Mariangela Melato) и многим другим, а также телевизионным сериалам — например, итал. «L’Ispettore Giusti» с Энрике Монтесано (итал. Enrico Montesano).
Параллельно в 1983 году братья Ла Бионда начали сотрудничество с группой Righeira, записав синглы «Vamos A La Playa», «No Tengo Dinero» и «L’estate sta finendo», которые были в списке хитов почти 30 лет. В 1984 году Кармело записал сольные песни «I Love You» (совместно с группой Neon Indian), а также «You’re So Fine». Братья открыли студию звукозаписи Logic Studios в Милане, где они записывали Рэя Чарльза, Роберта Палмера, Пола Янга и других исполнителей. Depeche Mode записал у них свой знаменитый альбом Violator.

## Сотрудничество
- Ricchi e Poveri
- Mia Martini
- Bruno Lauzi
- Фабрицио Де Андре
- Righeira
- Neon Indian
- Dieter Bohlen

## В студии Logic Studios записывались
- Alice (Carla Bissi)
- Pierangelo Bertoli
- Depeche Mode
- Jim Diamond
- Giorgio Gaslini
- Sandy Marton
- Eros Ramazzotti
- Righeira
- Sabrina
- Umberto Tozzi
- The Paolo Fresu Quartet
- Paul Young

## Дискография

### La Bionda
Синглы
- 1978 — One For You, One For Me
- 1978 — There For Me
- 1978 — Sandstorm
- 1978 — Bandido
- 1978 — Baby Make Love
- 1979 — Black and White
- 1979 — High Energy
- 1980 — I Wanna Be Your Lover
- 1980 — A Moment Of Sunshine
- 1980 — You’re So Fine
- 1981 — Boxes
- 1981 — Rocky Woman
- 1999 — Eeah Dada!

Альбомы
- 1972 — Fratelli La Bionda s.r.l. (Dischi Ricordi, SMRL 6099, LP)
- 1975 — Tutto va bene (Baby Records, LPX 016, LP)
- 1978 — La Bionda (Baby Records, LPX 24, LP)
- 1979 — Bandido (Baby Records, LPX 30, LP)
- 1979 — High energy (Baby Records, BR 56001, LP)
- 1980 — I wanna be your lover (Baby Records, BR 56018, LP)
- 1998 — InBeatween (Universal, CD)

### DD Sound
Синглы
- 1977 — 1, 2, 3, 4… Gimme Some More! / We Like It
- 1977 — Disco Bass
- 1977 — Shopping Baby / Burning Love
- 1978 — She’s Not A Disco Lady / Café
- 1979 — Café / Backstreet Baby
- 1979 — Hootchie-cootchie / instr.
- 1980 — Love Me Tonight / Hootchie-cootchie (instr.)
- 1981 — Wake Up In The Night / The Night They Invented The Disco

Альбомы
- 1977 — Burning Love
- 1977 — 1, 2, 3, 4… Gimme Some More!
- 1978 — Café
- 1979 — The Hootchie Cootchie

### Музыка к кинофильмам
- 1980 — Суперполицейский
- 1981 — Найдёшь друга — найдёшь сокровище
- 1982 — Rabló-pandúr (Cane e gatto)
- 1982 — Bello mio, bellezza mia
- 1984 — A tu per tu
- 1985 — Суперполицейские из Майами
- 1987 — Gazdagok és csalók (Roba da ricchi)
- 1987 — L’Estate sta finendo
- 1991 — Dedra in sogno
- 1995 — Ragazzi della notte
- 1997 — Én vagyok a fegyver (Cyberflic)
- 1999 — L’Ispettore Giusti (tévésorozat)

## Кавер-версии
В начале 80-х годов вокально-инструментальный ансамбль Гульшан исполнил песню Эй, Санам! (Эй, красавица!). Эта песня является кавер-версией песни Sandstorm группы La Bionda.